# 東南アジア非核兵器地帯条約

核保有国
NATOの核共有国
NPTのみ
非核兵器地帯

東南アジア非核兵器地帯条約の参加国（全ASEAN参加国を含む）

東南アジア非核兵器地帯条約（とうなんアジアひかくへいきちたいじょうやく、英語：Southeast Asia Nuclear-Weapon-Free Zone Treaty）は、東南アジアの非核化を定めた非核地帯条約。1995年12月15日に調印され、1997年3月27日に発効した。東南アジア諸国連合 (ASEAN) 諸国10か国を対象に核兵器の保有、開発を禁止している。通称はバンコク条約（Bangkok Treaty）。フィリピンの批准が遅れていたが、2001年6月に同国が批准し、全ての当事国の批准が完了した。核兵器国5か国を対象に別途議定書が用意されているが、どの国も署名していない。

## 主な内容
- 締約国による核兵器の開発・製造・取得・所有・管理・配置・運搬・実験を禁止
- 領域内（公海を含む）における放射性物質の投棄、大気中への放出を禁止
- 自国領域内において他国がこれらの行動（核兵器の運搬を除く）をとることを禁止
- 議定書（核兵器国はすべて未署名）は以下を規定

1. 核兵器国による域内（締約国の領域、大陸棚及び排他的経済水域）における核兵器の使用および使用の威嚇を禁止
2. 核兵器国が条約を尊重し、条約・議定書の違反行為に寄与しないこと

## 加盟国
現在、ASEAN全10か国が加盟している（条約加盟順）。
| 国名         | 署名           | 批准           |
| ラオス       | 1995年12月15日 | 1996年7月16日  |
| ミャンマー   | 1995年12月15日 | 1996年7月17日  |
| マレーシア   | 1995年12月15日 | 1996年10月11日 |
| ブルネイ     | 1995年12月15日 | 1996年11月22日 |
| ベトナム     | 1995年12月15日 | 1996年11月26日 |
| タイ         | 1995年12月15日 | 1997年3月20日  |
| カンボジア   | 1995年12月15日 | 1997年3月27日  |
| シンガポール | 1995年12月15日 | 1997年3月27日  |
| インドネシア | 1995年12月15日 | 1997年4月10日  |
| フィリピン   | 1995年12月15日 | 2001年6月21日  |

## 議定書
条約では、米国、英国、フランス、中国、ロシアの核兵器国5か国に対し、議定書が署名のため公開されている。いずれも署名していないが、2011年11月、5か国はASEAN諸国と署名を行うための手続きを進めることについて合意し、2012年7月12日に署名する段取りとなっていた。しかし直前の同7月9日、5か国のうち3か国（英国、フランス、ロシア）が「署名する段階にない」と保留の意を伝える書簡を議長国のカンボジアに提出。米国も3か国の主張を支持し、署名を保留。署名は無期限延期となった。同書簡で、フランスおよびロシアは、「将来、核攻撃を受けた場合の自衛権行使の可否」に対する懸念を表明。一方、英国は、「将来、核物質を東南アジアに輸送する際に攻撃される危険性」に対する懸念を表明したという。

## 発効までの経緯
- 1990年代、創設以来、域外国の如何なる干渉からも自由、平和かつ中立的な地帯を設立することを目的とした「東南アジア平和・自由・中立地帯構想 (ZOPFAN)」を掲げる ASEANにおいて、冷戦終結により非核地帯構想が進展する。
- 1995年12月、ASEAN首脳会議において東南アジア10か国の首脳により署名される。
- 1997年3月、条約が発効する。

## 備考
ASEAN発足当初の1971年、既に東南アジアを非核化する構想は示されていた。しかし、ベトナム戦争、カンボジア問題、中越戦争など、東南アジアにおける軍事衝突が頻発しており、東西冷戦の構図もあるなかで、この構想が具体化する可能性は小さかった。それでも、1983年に再びインドネシアが非核化の構想を提案し、これを契機として非核地帯条約についての検討が本格化した。1980年代においては、合衆国は自国の軍事力展開の妨げになりかねない非核地帯条約に消極的であったが、冷戦崩壊後はソ連崩壊などにともなう核兵器流出がより大きな懸念材料であった。そのため、非核地帯条約を核拡散防止の観点から再評価するに至った。こうした国際情勢の変化も助けとなり、1995年にタイのバンコクで、東南アジア10か国によって調印された。